# Liquiñe
Liquiñe este un târg din provincia Valdivia, regiunea Los Ríos, Chile, cu o populație de 1.205 locuitori (2012) și0o suprafață de  km2.